# Bystrycia-Hirśka
Bystrycia-Hirśka (ukr. Бистриця-Гірська) – wieś na Ukrainie, w obwodzie lwowskim, w rejonie drohobyckim. W 2001 roku liczyła 251 mieszkańców.
Do 11 marca 2014 roku wieś nosiła nazwę Bystrycia (pol. Bystrzyca).

## Historia
Pod koniec dwudziestolecia międzywojennego w Bystrzycy mieszkało 883 Ukraińców, 19 Żydów i 9 Polaków.
W lipcu 1941 ukraińscy nacjonaliści (banderowcy) spalili tutaj żywcem 18 osób, prawdopodobnie Żydów.
W czasie okupacji niemieckiej polscy mieszkańcy wsi, Michał i Stefania Hamanowie, udzielali pomocy Żydom. W 1989 roku Instytut Jad Waszem uhonorował ich za to tytułami Sprawiedliwych wśród Narodów Świata.